# Isak Samokovlija
Isak Samokovlija (hebr. יצחק סָמוֹקוֹבְלִיָה)  (Goražde, 3. rujna 1889. – Sarajevo, 15. siječnja 1955.), bosanskohercegovački književnik židovskog podrijetla, koji je najpoznatiji kao pisac djela s bosansko-židovskom tematikom. Po zanimanju je bio liječnik. Živio je u Goraždu, Fojnici i Sarajevu.

## Životopis
Isak Samokovlija je rođen u Goraždu, tada dijelu Austro-Ugarskog carstva, 3. rujna 1889. u obitelji sefardskih Židova. Njegova obitelj se doselila iz Samokova u Bugarskoj, po čemu su dobili prezime Samokovlija. Nakon djetinjstva provedenog u Goraždu, odlazi u Sarajevo i završava gimnaziju, te studira medicinu u Beču. Nakon studija, radio je kao liječnik u Goraždu, Fojnici i Sarajevu. Svoju prvu pripovijetku "Rafina avlija" objavljuje 1927. a dvije godine kasnije izlazi i prva zbirka pripovijetki "Od proljeća do proljeća" u izdanju Grupe sarajevskih književnika.
Početak Drugog svjetskog rata dočekuje u bolnici Koševo u Sarajevu gdje je bio šef jednog odjeljenja. Ubrzo dobiva otkaz i biva prinuđen nositi žutu traku s Davidovom zvijezdom, kojom su nacisti obilježavali sve Židove. Nakon proglašenja NDH, zatvoren je od strane ustaša, te kasnije prebačen u izbjeglički logor na Alipašinom mostu u Sarajevu. U proljeće 1945. uspijeva pobjeći od ustaša koji su ga prinudno vodili sa sobom, te se krio sve do završetka rata.
Po završetku Drugog svjetskog rata drži razne pozicije u bosanskohercegovačkim i jugoslavenskim književnim krugovima. Uređivao je književni časopis "Brazda" od 1948. do 1951., a poslije toga je sve do smrti bio urednik u Izdavačkom poduzeću "Svjetlost".
Na njegovo književno djelo mnogo je utjecalo odrastanje uz rijeku Drinu u Goraždu. Ivo Andrić ga je nazvao jednim od najboljih pisaca koje je Bosna i Hercegovina dala, a Meša Selimović je rekao kako je Samokovlija, izuzmemo li Andrića, najbolji bosanski pripovjedač poslije Kočića.
Umro je 15. siječnja 1955. u Sarajevu. Sahranjen je na starom židovskom groblju na strmoj padini Trebevića.

## Djela
- Od proljeća do proljeća — Sarajevo, 1929.
- Pripovijetke — Beograd, 1936.
- Nosač Samuel — Sarajevo, 1946.
- Tragom života — Zagreb, 1948
- Izabrane pripovijetke — Beograd, 1949.
- Pripovijetke — Sarajevo, 1951.
- Đerdan — Sarajevo, 1952.
- Priča o radostima — Zagreb, 1953.
- Hanka (drama) — Sarajevo, 1954.
- Plava jevrejka (drama)
- On je lud (drama)
- Fuzija (drama)

## Vanjske povezice
- Šta će biti s kućom Isaka Samokovlije